# 1 Armia (Carstwo Bułgarii)
1 Armia (bułg. Първа армия) – bułgarski związek operacyjny okresu Trzeciego Carstwa z lat 1912–1944.

## Formowanie i działania

### Wojny bałkańskie
Napięte stosunki międzynarodowe na Bałkanach spowodowały, że car Bułgarii Ferdynand I 30 września 1912 ogłosił powszechną mobilizację. W jej ramach zorganizowana została między innymi 1 Armia pod dowództwem gen. lejt. Wasiła Kutinczewa. Licząca 79 370 żołnierzy 1 Armia rozwinęła się wzdłuż granicy z Turcją w rejonie Topołowgradu po obu brzegach rzeki Tundża. Zadaniem armii było, wspólnie z 3 Armią, uderzyć na wojska tureckie w pasie pomiędzy Adrianopolem i Kırklareli w ogólnym kierunku na Konstantynopol i zniszczyć je.
30 maja 1913 został podpisany traktat pokojowy między Imperium Osmańskim a państwami bałkańskimi kończący I wojnę bałkańską. Nie zlikwidował on jednak napięcia na Bałkanach. Wśród niedawnych sojuszników z całą ostrością ujawniły się sprzeczności w kwestii podziału wyzwolonych terytoriów. Nie widząc innego sposobu jego rozwiązania, Bułgaria zdecydowała się zaatakować swoich dotychczasowych aliantów, a dowództwo Armii Polowej przystąpiło do mobilizacji wojsk i ich przerzutu na nowy teatr działań wojennych. Oddziały zajęły stanowiska kordonem wzdłuż linii rozgraniczającej pozycje wojsk greckich, serbskich i bułgarskich od wybrzeża Morza Egejskiego po Dunaj. 1 Armia gen. lejt. Kutinczewa rozmieszczona została na obszarze północno-zachodniej Bułgarii w rejonie Widyń – Berkowica. Miała ona prowadzić działania na północy w Macedonii Egejskiej w ogólnym kierunku na Knjażewac.

Operacja rozpoczęła się w nocy z 29 na 30 czerwca atakiem wojsk bułgarskich w Macedonii. Z powodu sprzecznych rozkazów i chaosu decyzyjnego, działania 1 Armii przybrały postać nieskoordynowanych akcji. Armia wprawdzie zajęła Knjażewac, ale na skutek rozkazu dowództwa wycofała się na pozycje wyjściowe. W kolejnych tygodniach sytuacja stawała się coraz cięższa i 21 lipca car Bułgarii poprosił króla Rumunii o pośrednictwo w sprawie jak najszybszego zawarcia pokoju. 30 lipca w Bukareszcie rozpoczęły się rokowania pokojowe, a dzień później weszło w życie zawieszenie broni. Po podpisaniu pokoju w Bukareszcie car Ferdynand I ogłosił demobilizację armii. Wykonując rozkaz o demobilizacji, w sierpniu 1913, rozformowano sztab armii.

### I wojna światowa
W świetle narastającego kolejnego zagrożenia wojennego, na początku lipca 1914 w sztabie Armii Bułgarskiej rozpoczęto prace nad uaktualnieniem planów mobilizacyjnych.
Po zmobilizowaniu 1 Armia gen. lejt. Klimenta Bojadżiewa, która została rozmieszczona nad granicą z Serbią, skoncentrowała się w dwóch rejonach: Bregowo – Bełogradczik oraz Caribrod – Tryn i zgodnie z przyjętym planem miała nacierać na froncie o szerokości 270 km w kierunku na Aleksinac – Nisz. Sąsiad z prawej strony to oddziały niemieckie, a z lewej – oddziały 2 Armii bułgarskiej.

14 października 1915 wojska bułgarskie rozpoczęły ofensywę w Macedonii. 1 Armia, działając na pomocniczym kierunku, głównymi siłami prowadziła natarcie przez Zajeczar, Knjażewac i Pirot. Miała osiągnąć dolinę rzeki Morawy i opanować rubież Paraćin – Aleksinac – Nisz.
W ciągu pierwszego tygodnia walk 1 A w ramach operacji morawskiej włamała się na całym odcinku frontu na głębokość od 10 do 15 km w głąb terytorium przeciwnika. 26 października jej oddziały zajęły położony na północy Negotin, dzień później 6 DP zdobyła silnie ufortyfikowany Zajeczar, 8 Tundżańska DP opanowała Knjażewac, a 1 Sofijska DP Pirot. Oddziały armii dotarły na przedpola miasta Nisz.

Szturm na miasto przypuściły oddziały 8 Tundżanskiej i 9 Plewneńskiej DP atakując je równocześnie z północy i ze wschodu i 5 listopada zdobyły je. Opanowanie miasta spowodowało, że cała trasa kolejowa łącząca Berlin, Belgrad, Sofię i prowadząca dalej do Konstantynopola znalazła się pod kontrolą Państw Centralnych. W ten sposób został zrealizowany jeden z głównych celów politycznych kampanii.

Kontynuując natarcie, 1 Sofijska DP zajęła położony nad Weternicą Leskovac, wzięła do niewoli 3600 żołnierzy serbskich i zdobyła 12 dział. W tym czasie 6 Bdinska DP i 8 Tundżanska DP posuwały się doliną Morawy w kierunku na Aleksinac zajmując kolejne tereny. Tym samym 1 Armia przełamała główny pas serbskiej obrony i zeszła w dolinę Południowej Morawy.

Kontynuując natarcie, 1 Armia maszerowała w kierunku południowo-zachodnim na Prisztinę i Prizren. W ten sposób wsparła oddziały prawego skrzydła 2 Armii, jednostek niemieckich i austro-węgierskich realizujących w ramach operacji kosowskiej „ścieśnienie terenu działań” z zadaniem ostatecznej likwidacji armii serbskiej. 24 listopada 6. i 9 DP zajęły Prisztinę i tym samym zamknęły ostatnią drogę odwrotu na południe, a w pościgu za Serbami oddziały armii zajęły Tetowo. Mimo to oddziałom armii Państw Centralnych nie udało się zamknąć w okrążeniu i zniszczyć wojsk serbskich, a kosowska operacja zakończyła się niepowodzeniem.
Na początku 1916, po konferencji w Niszu, dowództwo niemieckie wycofało gros swoich jednostek z Bałkanów, a wojska bułgarskie zostały rozmieszczone nad granicą grecką blokując oddziały Ententy zgrupowane w Salonikach. Na lewym skrzydle zgrupowania obronnego znajdowała się 1 Armia bułgarska w składzie 8 Tundżanskiej DP i 3 Bałkańskiej DP (bez 2 BP), w centrum 11 Armia niemiecka w składzie niemieckiej 101 DP oraz trzech dywizji bułgarskich: 2 Trackiej, 5 Dunajskiej i 9 Plewneńskiej DP, a na prawym skrzydle 2 Armia bułgarska w składzie 7 Rilskiej DP, 11 Macedońskiej DP i 2 Brygady Piechoty z 3 Bałkańskiej DP oraz Dywizji Kawalerii. Na południu rozmieszczona była 10 Białomorska DP, z zadaniem obrony wybrzeża Morza Egejskiego. W odwodzie znajdowały się natomiast 1 Sofijska i 6 Bdinska DP, które jednocześnie pełniły rolę wojsk okupacyjnych w północnej Macedonii. W sumie siły te stanowiły równowartość 207 batalionów piechoty, 29 szwadronów kawalerii i 206 baterii artylerii. Ogólne dowództwo nad 1 Armią bułgarską i 11 Armią niemiecką spoczywało nadal w rękach niemieckiego feldmarszałka Augusta von Mackensena, natomiast dowodzenie 2 Armią bułgarską pozostawało w gestii Kwatery Głównej Armii Bułgarskiej.

10 sierpnia, po trwającym dwa dni ostrzale artyleryjskim, wojska Ententy przeszły do działań zaczepnych na odcinku między rzeką Wardar a jez. Dojran. Mimo dużych strat, 2 BP ze składu 2 Trackiej DP odparła zarówno tan atak jak i natarcia prowadzone w dniach następnych. Sukces ten skłonił bułgarskie dowództwo do przeprowadzenia operacji zaczepnej siłami 1. i 2 Armii. 17 sierpnia natarcie na kierunku trackim rozpoczęła 2 Armia. Wykorzystując moment zaskoczenia, 1 Armia bułgarska, siłami 8 Tundżanskiej DP opanowała Florinę, Banicę i Kostur. Dalsze posuwanie się Bułgarów było mocno spowolnione z powodu silnego oporu broniących się w tym rejonie trzech dywizji serbskich. Szczególnie ciężkie walki toczyła 3 Bałkańska DP. Celem ich było opanowanie skalistych zboczy gór Chegan i Voras. Ostatecznie 27 sierpnia Bułgarzy przeszli do obrony wzdłuż jeziora Petron oraz Vegoritida nie osiągnąwszy w pełni zakładanych celów operacji.
12 września wojska Ententy zaatakowały prawe skrzydło1 Armii. Mimo trudnego, górzystego terenu, wojska sojusznicze stopniowo przełamały opór 8 Tundżanskiej DP i 17 września po ciężkich walkach odbiły Florinę.
Ofensywa wojsk sojuszniczych była kontynuowana przez cały wrzesień, październik i początek listopada, aż do momentu rozpoczęcia opadów śniegu. 30 września połączone siły francusko-serbskie zdobyły Kajmakczałan, najwyższy szczyt pasma górskiego na granicy z Grecją, a następnie wkroczyły na teren Serbii. 8 października zapoczątkowane zostały krwawe walki w zakolu rzeki Crna. Wobec prawie dwukrotnej przewagi wojsk Ententy w sile żywej i artylerii, Bułgarzy zostali zmuszeni do odwrotu. Straty w ich szeregach były wysokie. Tylko podczas czterech dni od 18 do 21 października 3 Brygada ze składu 8 Tundżanskiej DP straciła 2/3 stanu osobowego. W pułkach liczba żołnierzy wynosiła średnio od 200 do 300. W tej sytuacji 19 listopada Bułgarzy opuścili Monastyr i zajęli nowe stanowiska w odległości 5 km na północ od miasta.
Na początku 1917 oddziały bułgarskie na Froncie Salonickim zostały wzmocnione przez jednostki przerzucone z Frontu Rumuńskiego. Naczelne dowództwo niemieckie odrzuciło jednak bułgarski plan zaatakowania Armii „Wschód” i postanowiło ograniczyć działania na froncie salonickim tylko do obrony. Wobec pasywnej postawy wojsk Czwórprzymierza inicjatywę w swoje ręce wzięły siły Ententy. 12 marca trzy dywizje francuskie bez powodzenia zaatakowały pozycje bronione przez oddziały 6 Bdinskiej i 8 Tundżanskiej DP na zachód od Monastyru. Walki o wzg. 1248, „Czerwoną ścianę” oraz najwyższy szczyt w pasmie górskim Baba – Pelister trwały sześć dni. Według francuskich meldunków wojska bułgarsko-niemieckie w czasie tych walk użyły gazów bojowych.
Generalny atak sił Sprzymierzonych rozpoczął się 25 kwietnia na pięciu kierunkach jednocześnie. Zgodnie z przyjętym planem, natarcie miały rozpocząć oddziały francuskie, włoskie, rosyjskie i brytyjskie, które miały skupić na sobie uwagę, a decydujące uderzenie na odcinku Weternik–Dobro Pole i dalej w kierunku na Negotino miało zostać wykonane przez jednostki 1. i 2. Armii serbskiej. W rejonie na wschód od jez. Dojran Brytyjczycy bezskutecznie zaatakowali pozycje 9 Plewneńskiej DP. Ataki były kontynuowane także 8 maja. Wszystkie zakończyły się jednak niepowodzeniem. Straty wśród Bułgarów wyniosły: 315 zabitych, 948 rannych i 75 zaginionych. Brytyjczycy stracili natomiast ponad 7 tys. żołnierzy. Także podjęte 5 maja w zakolu rzeki Crna natarcie wojska Ententy zakończyło się niepowodzeniem. Utrzymanie pozycji zostało okupione jednak znacznymi stratami. 8 Tundżanska DP musiała być wycofana z frontu do Macedonii Egejskiej celem odpoczynku i reorganizacji. W kolejnych miesiącach wali przybrały charakter pozycyjny.
W następnym roku Armia borykała się z dużymi problemami dyscyplinarnymi. Na początku 1918 przypadki odmowy wykonania rozkazu stawały się coraz częstsze. Wpływ na to miała działalność agitacyjna prowadzona w szeregach wojska przez członków i sympatyków marksistowskiej frakcji Bułgarskiej Robotniczej Partii Socjaldemokratycznej. Coraz częściej dochodziło także do konfliktów pomiędzy oficerami niemieckimi i bułgarskimi.

Wiosną 1 Armia bułgarska wchodziła w skład GA „Scholtz” i rozmieszczona była pomiędzy jeziorami Ochrydzkim i Dojran. Posiadająca w swoim składzie trzy dywizje piechoty (63 bataliony i 403 działa) 1 Armia blokowała obszar na odcinku od jeziora Dojran do rzeki Wardar.
29 maja oddziały greckie przypuściły atak na silnie ufortyfikowane pozycje zajmowane przez 5 Dunajską DP w reonie Skra di Legen. W dwudniowej bitwie Grecy wyparli Bułgarów z zajmowanych stanowisk biorąc do niewoli 1805 żołnierzy bułgarskich. W czasie walki zagładzie uległ praktycznie cały 49 pp. Porażka ta wpłynęła w istotny sposób na upadek morale bułgarskich oddziałów. Była ona tym bardziej bolesna, że zadały ją pogardzane przez Bułgarów oddziały greckie. Efektem porażki w bitwie pod Skra di Legen była zmiana na stanowisku dowódcy Armii. W miejsce gen. lejt. Dimityra Geszowa został wyznaczony gen. mjr Stefan Nerezow.
Latem 1918 Armia „Wschód” otrzymała dyrektywę w sprawie przygotowania ofensywy. Głównym celem przygotowywanej operacji zaczepnej było zniszczenie „możliwości obronnych” bułgarskiej armii i wyzwolenie terytoriów okupowanych w Serbii i Grecji. Na głównym kierunku miały nacierać dwie armie serbskie wsparte dwoma dywizjami francuskimi i ciężką artylerią.

16 września wojska Ententy uderzyły na odcinku Wardar – jezioro Dojran. XII KP Sprzymierzonych, składający się z czterech dywizji brytyjskich i dwóch greckich, nie był w stanie przełamać silnie ufortyfikowanych pozycji bronionych przez 9 Plewneńską DP i 1 Brygadę ze składu 11 DP. Pomimo użycia w kolejnych dniach przez Brytyjczyków gazów bojowych i lotnictwa, Bułgarzy obronili swoje pozycje, a dowództwo alianckie zrezygnowało z dalszych prób przełamania bułgarskiej obrony na tym odcinku frontu.

 W tej sytuacji, dowódca 1 Armii gen. Nerezow zaproponował, by wykorzystać powodzenie wojsk bułgarskich w rejonie jeziora Dojran i siłami 1. i 2 Armii wykonać kontruderzenie na skrzydło wojsk Ententy, które włamały się w rejonie Dobro Pola. Dowódca 11 Armii niemieckiej odrzucił jednak propozycję uznając ją za nierealną.
W wyniku ogólnej sytuacji na froncie, 22 września gen. Friedrich von Scholtz zarządził odwrót 11 Armii niemieckiej. Rankiem 23 września w lukę pomiędzy 11 Armią a 1 Armią bułgarską została wprowadzona francuska grupa kawalerii gen. dyw. Françoisa Jouinot-Gambetty. W tym samym czasie wyczerpane walką oddziały 1 Armii bułgarskiej rozpoczęły odwrót, który miejscami przerodził się w paniczną ucieczkę. Armia bułgarska znalazła się praktycznie w rozsypce i nie była już w stanie prowadzić zorganizowanego oporu, a wycofujące się oddziały utraciły zdolność bojową.
25 września podczas rady koronnej dowódcy 1. i 2 Armii zwrócili się do premiera A. Malinowa z wnioskiem o rozpoczęcie negocjacji w sprawie zawieszenia broni. Zamiar ten nie zyskał akceptacji bułgarskiego władcy, który wezwał na pomoc oddziały niemieckie. Mimo to 27 września rząd bułgarski wysłał do Salonik trzyosobową delegację w celu zawarcia rozejmu. 30 września weszło w życie zawieszenie broni. Bułgarskie siły zbrojne zostały zobowiązane do opuszczenia wszystkich okupowanych terytoriów w Serbii i Grecji oraz przeprowadzenia demobilizacji, z wyjątkiem trzech dywizji piechoty i czterech pułków kawalerii. Oddziały znajdujące się na zachód od Skopje i wchodzące
w skład 11 Armii niemieckiej miały pójść do niewoli. 4 października 1918 car Borys III podpisał dekret o powszechnej demobilizacji żołnierzy armii czynnej. Kolejne akty prawne wyłączyły z niej 4., 8., 10 DP i 1 DK. Oddziały 4 Presławskiej DP i 1 DK znajdowały się w tym czasie w Dobrudży, gdzie do 24 listopada 1918 pełniły służbę okupacyjną, natomiast 8 Tundżanska i 10 Białomorska DP zostały skierowane do ochrony granicy w obawie przed ewentualną agresją ze strony Imperium Osmańskiego.
W połowie 1919 rozformowano 1 Macedońską DP i Dywizję Piechoty Górskiej. W lipcu tego roku rozwiązano 9 Plewneńską DP i 8 Tundżanską DP, a we wrześniu dodatkowo skadrowano po jednym pułku piechoty z każdej dywizji oraz zlikwidowano 11 pułk kawalerii.
27 listopada 1919 w Neuilly-sur-Seine pod Paryżem został podpisany traktat pokojowy, który formalnie zakończył udział Bułgarii w pierwszej wojnie światowej.

## Struktura organizacyjna
Stan w październiku 1912:
- dowództwo armii
- 1 Sofijska Dywizja Piechoty
- 6 Bdinska Dywizja Piechoty
- 10 Zbiorcza Dywizja Piechoty
- Dywizja Kawalerii
- 1 pułk artylerii polowej
- 2 pułk artylerii polowej
- 1 dywizjon artylerii haubic

Stan w czerwcu 1913:
- dowództwo armii
- 5 Dunajska Dywizja Piechoty
- 9 Plewneńska Dywizja Piechoty
- Samodzielna Brygada Piechoty

Stan we wrześniu 1915:
- dowództwo armii – gen. lejt. Kliment Ewtimow Bojadżiew
- 1 Sofijska Dywizja Piechoty,
- 6 Bdińska Dywizja Piechoty,
- 8 Tundżanska Dywizja Piechoty,
- 9 Plewneńska Dywizja Piechoty,
- 1 Brygada Kawalerii,
- 2 pułk kawalerii,
- 1. i 3 pułk artylerii ciężkiej,
- 1 pułk pospolitego ruszenia,
- 1., 6., 8. i 9 pułk łączności przewodowej,
- trzy bataliony straży granicznej,
- kompania kolarzy,
- 1 armijny park telegraficzny,
- 1 armijny oddział łączności bezprzewodowej,
- oddział reflektorów,
- oddział samochodowy,
- siły zgromadzone w twierdzy Widyń i garnizonach Łom oraz Orjachowo.

W sumie w składzie 1 A znajdowało się: 88 batalionów piechoty, 85 baterii artylerii i 18 szwadronów kawalerii. Łącznie oddziały armii liczyły: 3968 oficerów oraz 173142 podoficerów i szeregowych.